# Paul Hoekstra
Paulus Joan „Paul” Hoekstra (ur. 30 grudnia 1944 w Enschede) – kajakarz. W barwach Holandii srebrny medalista olimpijski z Tokio.
Na igrzyskach startował trzy razy (IO 64, IO 68 - barwach Holandii, IO 76 - jako reprezentant Belgii). W 1964 zajął drugie miejsce w dwójce na dystansie 1000 metrów, partnerował mu Anton Geurts. Zdobył dwa medale mistrzostw świata, w 1966 brąz w kajakowej jedynce na dystansie 500 metrów (dla Holandii) i w kajakowej dwójce srebro w 1971 (dla Belgii). W barwach Holandii był również w 1969 trzeci w kajakowej dwójce na dystansie 500 metrów na mistrzostwach Europy.